# Samson

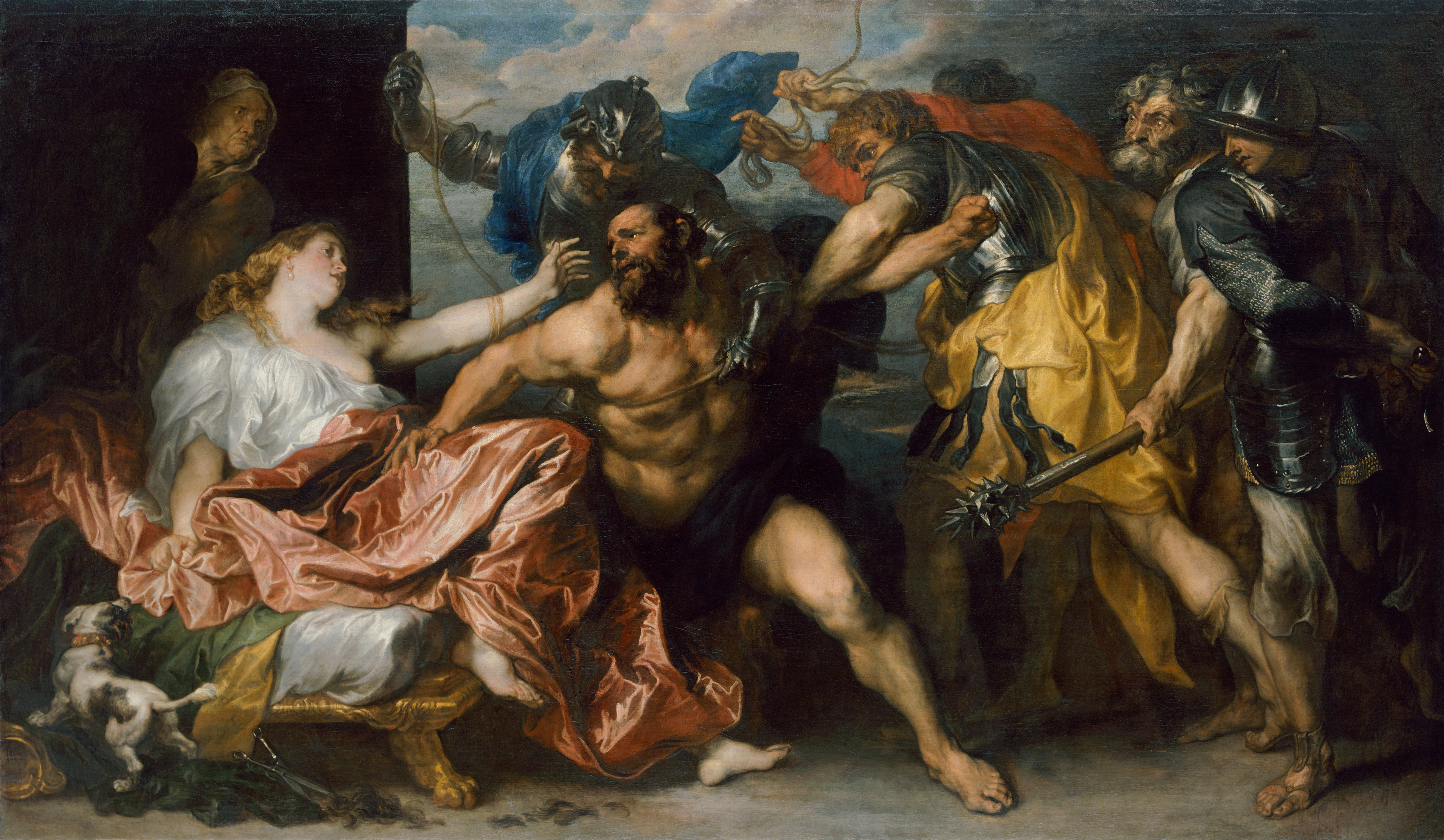
Samson i Dalila, Antoon van Dyck (1599-1641)

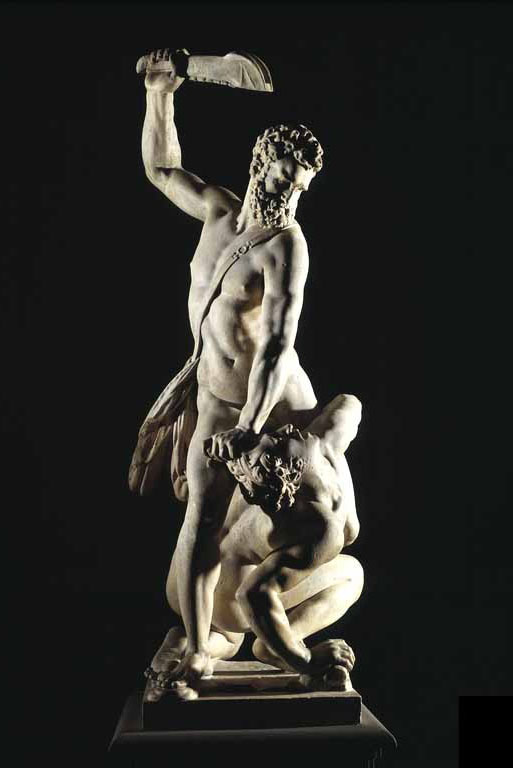
Samson zabijający Filistyna, Giambologna. Muzeum Wiktorii i Alberta, Londyn.

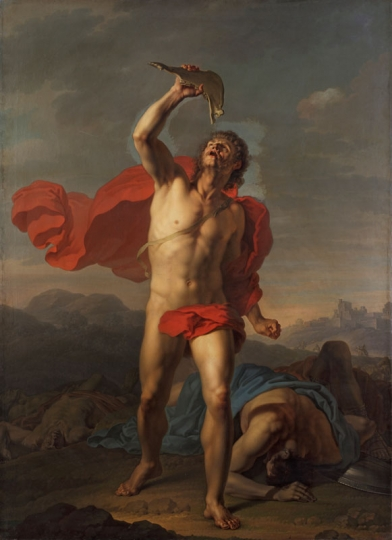
Zwycięski Samson dzierżący oślą szczękę, autor: Iwan Potapowicz Czernow

Samson (hebr. Szimszon, שִׁמְשׁוֹן, co pochodzi od słowa szemesz – „słońce”, lub szamen – „silny”, „siłacz”; arab. شمشون, wym. Szamszun) – ostatni z Sędziów  opisanych w starotestamentowej Księdze Sędziów r. 13-16. Trzeci zaś licząc od końca dla starożytnego Izraela; po nim sędziami byli Heli i Samuel. W przeciwieństwie do wielu postaci opisanych w Starym Testamencie, nie jest wymieniony w Koranie. Jako jedyny sędzia w Księdze Sędziów wybrany przez Boga przed narodzeniem do roli, którą miał spełnić i to bez wcześniejszych próśb ludu o ratunek. Jego wyjątkowość poświadcza zrodzenie z niepłodnej (jak Izaak, Samuel czy Jan Chrzciciel). Był obdarzony nadludzką siłą, którą wykorzystywał do walki z wrogami Izraela – Filistynami. Dokonywał czynów niemożliwych dla zwykłych ludzi: zabił lwa gołymi rękami, pokonał armię wroga oślą szczęką i siłą własnych mięśni, wyrwał bramę miasta wraz z odrzwiami, zburzył budynek. Był nazirejczykiem – jednak nie z własnego wyboru – ale z powziętego przed jego narodzeniem suwerennego postanowienia Boga.
Według komentatorów historia Samsona ukazuje, jak wielkie dary Boga mogą być zmarnotrawione wskutek własnej lekkomyślności, naiwności i ulegania żądzom.
Pomimo tego, występuje w galerii bohaterów wiary w Hbr 11:32.

## Opis biblijny

### Wczesne dzieje
Samson żył w czasach, gdy Bóg Jahwe karał Izraelitów wydając ich „w ręce Filistynów” (Sdz 13,1). Pewnego dnia Anioł Pana objawił się w mieście Sorea Izraelicie z plemienia Dana, Manoachowi, oraz jego bezpłodnej żonie. Anioł przepowiedział im, że będą mieli dziecko, które zacznie wyzwalać Izrael z rąk Filistynów. Miał on przyjąć śluby nazireatu, a przez to powstrzymywać się od alkoholu i nieczystych potraw oraz nie obcinać włosów. Syn, którego nazwano Samson, narodził się według zapowiedzi; wychowywał się w swojej prowincji, „a Pan mu błogosławił”.
Samson, kiedy dorósł, opuścił swoją rodzimą ziemię i wyruszył do zamieszkanego przez Filistynów miasta Timna. Spodobała mu się tam pewna filistyńska kobieta, którą pomimo obiekcji rodziców, postanowił poślubić. Małżeństwo było częścią planu Boga, który chciał, by stało się ono powodem sporu Izraelitów i Filistynów. W drodze do Timny Samson został zaatakowany przez lwa. Wtedy „opanował go duch Pana” (Sdz 14,6) i Samson zabił zwierzę gołymi rękoma. Krótka rozmowa z kobietą utwierdziła go w swych planach. Gdy wracał do domu, Samson zobaczył, że w padlinie lwa zalągł się rój pszczół, które wyprodukowały miód (miód ten był rytualnie nieczysty, gdyż znajdował się w padlinie lwa). Wziął go na rękę i jadł, dał także swoim rodzicom. Na siedmiodniowym weselu towarzyszyło mu trzydziestu Filistynów, którzy mieli towarzyszyć Samsonowi, gdyż obawiano się go. Zadał im zagadkę o treści: „Z tego, który pożera, wyszło to, co się spożywa, a z mocnego wyszła słodycz” (Sdz 14,14). Jako nagrodę wyznaczył trzydzieści lnianych tunik i trzydzieści ozdobnych szat; w przypadku nierozwiązania zagadki do końca wesela mieli mu to dać Filistyni. Przez trzy dni nie mogli rozwiązać zagadki.
Czwartego dnia towarzysze udali się do nowej żony Samsona domagając się wyjawienia rozwiązania zagadki pod groźbą spalenia domu ojca kobiety. Płacząc i błagając siódmego dnia uzyskała od Samsona rozwiązanie zagadki i wyjawiła je Filistynom.
Siódmego dnia, zanim zaszło słońce, goście podali rozwiązanie zagadki:
„Cóż słodszego niż miód,
a cóż mocniejszego niż lew?” (Sdz 14,18)
Samson odpowiedział im:
„Gdybyście nie orali moją jałowicą,
nie rozwiązalibyście mojej zagadki”. (Sdz 14,18)
Samson zabił trzydziestu Filistynów z Aszkelonu, zabrał ich odzież i dał ją gościom. Uniesiony gniewem powrócił do ojca, a jego żona dostała się jednemu z gości.
Kiedy Samson powrócił do Timny, udał się do swego teścia i dowiedział się, że jego żona została oddana jednemu z gości. Jej ojciec odpowiedział, że sądził, iż została odrzucona i zaproponował poślubienie swojej młodszej córki. Samson odrzucił propozycję i postanowił zemścić się na Filistynach. Schwytał trzysta lisów, powiązał ze sobą ich ogony, umieszczając pomiędzy nimi po jednej pochodni, a następnie wypuścił je, by podpalały pola, winnice oraz drzewa oliwne. Gdy Filistyni dowiedzieli się o tym, zabili jego żonę oraz teścia, podpalając ich dom. W akcie zemsty Samson zabił wielu z nich, bijąc ich „od bioder do goleni” (Sdz 15,8).

### Niezwykłe czyny
Następnie Samson schronił się w grocie skalnej w Etam. Wyruszyła przeciw niemu armia Filistynów. Udały się do niego trzy tysiące mieszkańców Judy z prośbą, by oddał się w ich ręce – mieli go następnie wydać Filistynom. Samson zgodził się, pod warunkiem, że z rąk ich samych nic złego go nie spotka. Związano go dwoma nowymi postronkami i wydano w ręce wrogów. Filistyni triumfowali, jednak Samson przerwał więzy i używając oślej szczęki zabił tysiąc przeciwników. W podsumowaniu 15 rozdziału Księgi Sędziów czytamy, iż „przez dwadzieścia lat sprawował sądy nad Izraelem za czasów Filistynów” (Sdz 15,20).
Później Samson udał się do Gazy, gdzie poszedł do nierządnicy. Jego wrogowie zastawili zasadzkę u bramy miejskiej, jednak wyrwał wrota i zaniósł je „na wierzch góry, znajdującej się naprzeciw Hebronu”.

### Samson i Dalila

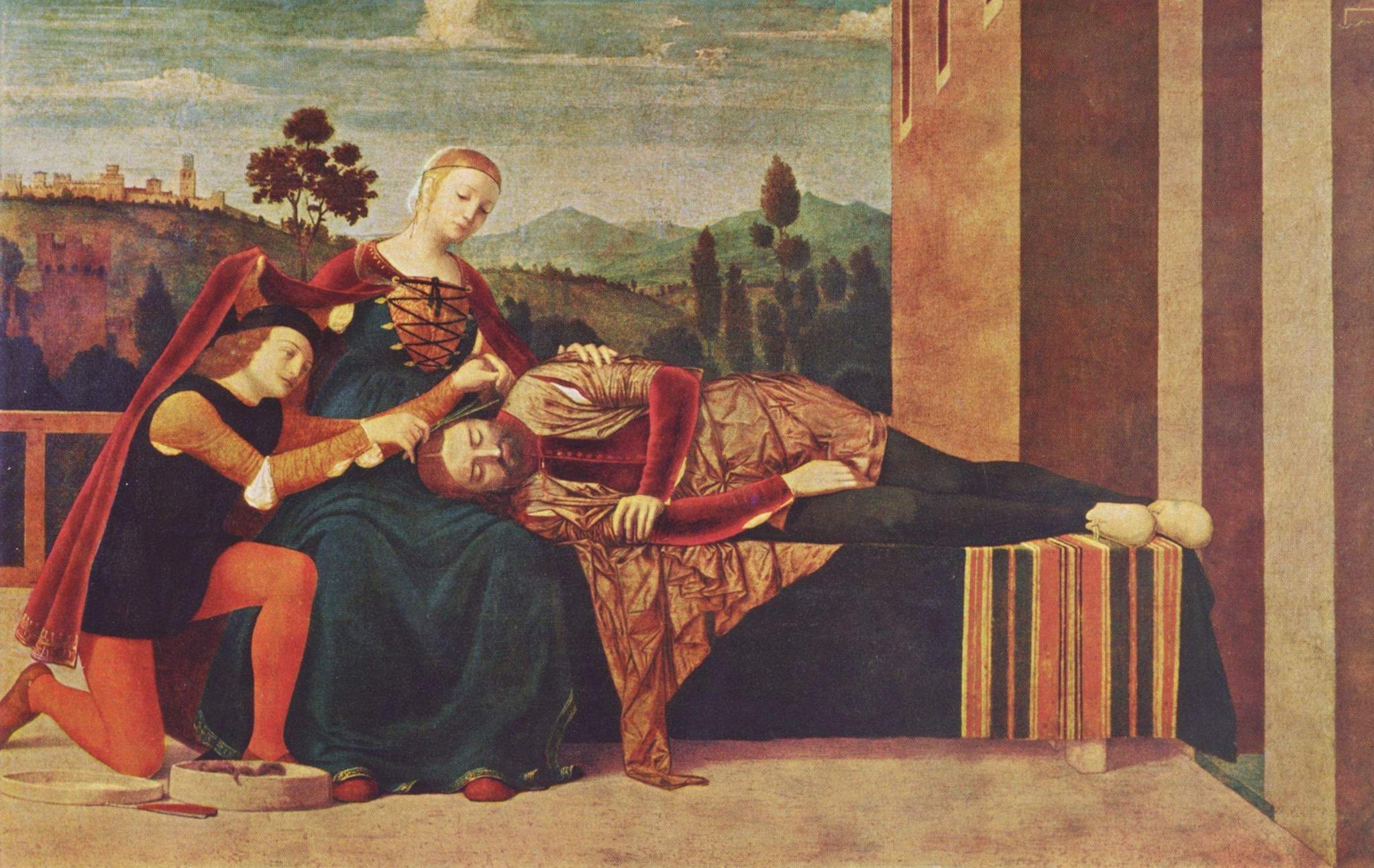
Samson i Dalila, Francesco Morone

Następnie zakochał się w kobiecie imieniem Dalila, mieszkającej w dolinie Sorek. Filistyni nakazali jej dowiedzieć się, w czym tkwi sekret siły Samsona oraz w jaki sposób można go pokonać. Na pytanie Dalili o jego słaby punkt, Samson powiedział, że musiałby być związany siedmioma surowymi linami. Związała go w nocy, jednak on wstając zerwał liny „tak jak rwie się nitka zgrzebna, nadpalona przez ogień” (Sdz 16,9). Dalila nie ustąpiła, więc powiedział, że musiałby być związany nowymi powrozami. Związała go nowymi powrozami podczas snu, a on je zerwał. Spytała ponownie, więc odpowiedział, że jego włosy musiałyby być przywiązane do palika wbitego w ziemię. Jednak i to nie przyniosło żadnego skutku. Ostatecznie Samson powiedział, że by pozbawić go siły, należałoby obciąć mu włosy. Dalila zawiadomiła władców filistyńskich i wezwała jednego z mężczyzn, by ostrzygł Samsona. Z powodu złamania ślubów nazireatu „Pan go opuścił” (Sdz 16,20) i został pojmany przez Filistynów, którzy wykłuli mu oczy. Po oślepieniu Samson został uprowadzony do Gazy, skuty i zmuszony do pracy przy żarnach.

### Śmierć
Pewnego dnia władcy filistyńscy zebrali się, by złożyć ofiary na cześć Dagona, ich boga, który, jak wierzyli, wydał Samsona w ich ręce. Tymczasem po ścięciu włosy zaczęły odrastać. Następnie wezwano Samsona, by ich zabawiał. Oprócz przywódców było tam trzy tysiące ludzi zgromadzonych na dachu świątyni, którzy przypatrywali się temu. Samson poprosił chłopca, który trzymał go za rękę, by podprowadził go do dwóch kolumn, na których opierał się budynek, aby mógł się o nie oprzeć.
Dalsze wydarzenia opisuje fragment Biblii:
„Wtedy wezwał Samson Pana mówiąc: «Panie Boże, proszę Cię, wspomnij na mnie i przywróć mi siły przynajmniej na ten jeden raz! Boże, niech pomszczę raz jeden na Filistynach moje oczy». Ujął więc Samson obie kolumny, na których stał cały dom, oparł się o nie: o jedną – prawą ręką, o drugą – lewą ręką. Następnie rzekł Samson: «Niech zginę wraz z Filistynami». Gdy się zatem oparł o nie mocno, dom runął na władców i na cały lud, który w nim był zebrany. Tych, których wówczas zabił, sam ginąc, było więcej aniżeli tych, których pozabijał w czasie całego swego życia” (Sdz 16,28-30).
Po śmierci Samsona jego rodzina wydobyła ciało z gruzów i pochowała go w grobie Manoacha, jego ojca, pomiędzy Sorea i Eszta’ol.

## Samson we współczesnej krytyce biblijnej

### Deuteronomistyczny prolog
W myśl teorii źródeł niektórzy krytycy uważają, że pierwszy werset opowieści o Samsonie został dodany przez redaktora tekstu deuteronomistycznego w VII wieku p.n.e. Oryginalna opowieść o Samsonie nie zawierała tego wersetu.
„Gdy znów zaczęli Izraelici czynić to, co złe w oczach Pana, wydał ich Pan w ręce Filistynów na czterdzieści lat” (Sdz 13,1).
Według nich oryginalna historia ukazywała misję Samsona jako rozpoczęcie wyzwalania Izraela z rąk Filistynów. Jahwe użył Samsona, by uderzyć w Filistynów. Jednak prolog mówi, iż Filistyni zapanowali nad Izraelem z woli Pana. Wiersz ten ukazuje charakterystyczny pogląd Izraelitów, że losami narodu wybranego kieruje Bóg, który zsyła zwycięstwa i porażki.
Przeciwnicy tej teorii nie dostrzegają żadnej sprzeczności w treści opowieści. Poparciem takiego stanowiska jest werset Sdz 15:11, gdzie Judejczycy zadają Samsonowi pytanie retoryczne: Czy nie wiedziałeś, że władają nad nami Filistyńczycy? Pytanie to doskonale współgra z w. 13:1.

### Historyczność wydarzeń
Bibliści uważają opowieść o Samsonie za legendę lub sądzą, że czyny postaci zostały wyolbrzymione przez tradycję ludową. Dodają przy tym, że w opowieści tej nie należy zwracać uwagi na przebieg faktów, ale na głęboki sens moralno-religijny: Samson nie staje na wysokości zadania, zleconego mu przez Boga, na skutek własnej lekkomyślności.

#### Znalezisko archeologiczne
W sierpniu 2012 roku archeolodzy z Uniwersytetu Telawiwskiego odkryli okrągłą kamienną pieczęć o średnicy ok. 15 mm w Bet Szemesz, przedstawiającą postać długowłosego mężczyzny zabijającego lwa. Pieczęć jest datowana na XII wiek p.n.e..

## Nawiązania w kulturze

### Filmy i seriale
- Samson et Dalila – francuski film krótkometrażowy z 1902 roku
- Samson und Delila – austriacki film z 1922 roku (wyk. Alfredo Boccolini)
- Samson i Dalila – film biblijny z 1949 roku (wyk. Victor Mature)
- Aurat – indyjski film z 1953 roku (wyk. Prem Nath)
- Samson – indyjski film z 1964 roku (wyk. Dara Singh Randhawa)
- Gedeon i 300 wojowników – włosko-hiszpański film biblijny z 1965 roku (wyk. Anton Geesink). Film składa się z dwóch części. Pierwsza opowiada historię Gedeona, a druga historię Samsona.
- Samson i Dalila – film biblijny z 1984 roku (wyk. Antony Hamilton)
- Samson i Dalila – film biblijny z 1996 roku (wyk. Eric Thal)
- Samson i Dalila – brazylijski miniserial telewizyjny z 2011 roku (wyk. Fernando Pavão)
- Biblia – amerykański miniserial z 2013 roku (wyk. Nonso Anozie)
- Samson – film biblijny z 2018 roku (wyk. Taylor James)

### Inne
- Samson (Il Sansone) – oratorium Benedetto Ferrariego z 1655 r.
- Samson (Il Sansone) – oratorium Bonaventury Aliottiego z 1686 r.
- Samson (HWV 57) – oratorium Georga Friedricha Händla z 1742 r.
- Samson i Dalila – opera Camille’a Saint-Saënsa z librettem Ferdinanda Lemaire’a
- Samson i Dalila, Wesele Samsona, Samson grożący teściowi, Samson zdradzony przez Dalilę, Oślepienie Samsona – obrazy Rembrandta
- Samson i Dalila – obraz Rubensa
- Samson i Dalila – obraz van Dycka z 1620 roku
- Samson i Dalila – obraz van Dycka z 1630 roku
- Gouge Away – utwór zespołu Pixies
- Trylogia husycka – jeden z głównych bohaterów trylogii nosi imię Samson, nawiązującą do siły i wielkości jego biblijnego immienika.